# Royal Rumble (2012)
Royal Rumble (2012) foi o 25º evento anual Royal Rumble de luta livre profissional pay-per-view (PPV) produzido pela WWE. Aconteceu em 29 de janeiro de 2012, no Scottrade Center em St. Louis, Missouri. Como tem sido habitual desde 1993, o vencedor do Royal Rumble recebeu uma luta pelo campeonato mundial na WrestleMania daquele ano. Para o evento de 2012, o vencedor teve a opção de disputar o Campeonato da WWE ou o Campeonato Mundial de Pesos Pesados na WrestleMania XXVIII. Foi o primeiro Royal Rumble realizado desde o fim da primeira extensão da marca em agosto de 2011. 
Seis lutas profissionais foram apresentadas no evento. O evento principal foi a partida Royal Rumble de 2012. Sheamus - o 22º participante - venceu a partida ao eliminar por último Chris Jericho, o 29º participante. Duas lutas pelo título foram apresentadas: uma luta pelo Campeonato da WWE com CM Punk defendendo contra Dolph Ziggler, que Punk venceu para reter o título, e uma luta de trios Steel Cage pelo Campeonato Mundial de Pesos Pesados entre o atual campeão Daniel Bryan, Big Show e Mark Henry, que Bryan venceu para reter o campeonato. Aliás, este evento também é considerado a última noite de Mick Foley como um lutador ativo, já que ele competiria na partida Royal Rumble.
O evento recebeu 443.000 compras de pay-per-view, um pouco abaixo das 446.000 compras que o evento do ano anterior recebeu.

## Produção

### Introdução
Royal Rumble é um artifício anual pay-per-view (PPV) produzido todo mês de janeiro pela WWE desde 1988 - em abril de 2011, a promoção deixou de ter seu nome completo de World Wrestling Entertainment, com "WWE" se tornando uma sigla órfã. É um dos quatro pay-per-views originais da promoção, junto com WrestleMania, SummerSlam e Survivor Series, apelidados de "Quatro Grandes". Seu nome vem da partida Royal Rumble, uma batalha real modificada na qual os participantes entram em intervalos cronometrados, em vez de todos começarem no ringue ao mesmo tempo. O evento de 2012 foi o 25º evento na cronologia do Royal Rumble e estava programado para ser realizado em 29 de janeiro de 2012, no Scottrade Center em St. Louis, Missouri. Os ingressos foram colocados à venda em 10 de dezembro pela Ticketmaster. Foi o primeiro Royal Rumble realizado desde o fim da divisão da primeira marca em agosto de 2011.
A partida Royal Rumble geralmente apresenta 30 lutadores. O evento de 2011 quebrou a tradição e teve 40 participantes, mas 2012 voltou a ter 30. O vencedor da partida tradicionalmente ganha uma luta pelo campeonato mundial na WrestleMania daquele ano. Em 2012, o vencedor poderia optar por disputar o Campeonato da WWE ou o Campeonato Mundial de Pesos Pesados na WrestleMania XXVIII.

### Rivalidades
O evento compreendeu cinco lutas, incluindo uma no pré-show, que resultou de histórias roteirizadas, onde os lutadores retratavam heróis, vilões ou personagens menos distinguíveis em eventos roteirizados que criaram tensão e culminaram em uma luta ou série de lutas. Os resultados foram predeterminados pelos escritores da WWE, enquanto as histórias foram produzidas nos programas semanais de televisão da WWE, Raw e SmackDown.
Uma partida altamente promovida contou com CM Punk defendendo seu Campeonato da WWE contra Dolph Ziggler. No episódio do Raw de 26 de dezembro de 2011, Punk foi colocado em uma luta pelo gerente geral interino do Raw, John Laurinaitis, com a estipulação de que se qualquer um de Jack Swagger, Ziggler ou Mark Henry derrotasse Punk, eles iriam receberá uma partida do campeonato contra este último na próxima semana. Ziggler venceu a luta depois que Punk foi distraído por Laurinaitis expulsando Vickie Guerrero e Swagger do ringue. Na semana seguinte, durante a luta pelo título, Punk foi eliminado por mais uma intervenção de Laurinaitis. No entanto, como os títulos não podem mudar de mãos por contagem, Punk manteve o campeonato. Após a luta, Laurinaitis anunciou que Punk defenderia seu campeonato contra Ziggler em uma revanche no Royal Rumble, sendo ele mesmo o árbitro convidado especial. Então, no episódio de 9 de janeiro de 2012, quando Punk enfrentou Swagger em uma partida de simples, Laurinaitis adicionou uma estipulação de que se Swagger perdesse, ele e Vickie Guerrero seriam banidos do ringue no pay-per-view; Punk venceu a partida e, portanto, Guerrero e Swagger foram banidos do ringue durante a partida do campeonato. Além disso, uma semana depois, no episódio de 16 de janeiro, em um segmento com Mick Foley, Laurinaitis revelou que estava aproveitando a oportunidade para custar o título a Punk por desrespeitá-lo.
Outra luta rumo ao Royal Rumble contou com John Cena contra Kane. Ao retornar à WWE no episódio do Raw de 12 de dezembro, após uma ausência de quase quatro meses, Kane interrompeu a luta de Cena contra Mark Henry, e embora tenha sido Henry quem o colocou fora de ação, ele o contornou e atacou Cena, aplicando um chokeslam nele antes. revelando sua nova máscara. Enquanto exigia uma explicação para esses eventos na semana seguinte no Raw, Cena foi novamente atacado por Kane, que revelou nas semanas seguintes seu desejo de que Cena "abrace o ódio" (seu atual personagem na tela e camiseta promovendo caso contrário) causado pela multidão anti-Cena que continuou a vaiá-lo. Quando Cena descartou qualquer intenção de fazê-lo, Kane não apenas continuou seus ataques a Cena, mas começou a direcionar sua atenção para seu amigo Zack Ryder, agredindo-o também, a ponto de feri-lo (kayfabe), levando finalmente a Ryder. perdendo o Campeonato dos Estados Unidos para Jack Swagger no episódio de 16 de janeiro de 2012, sob as ordens de John Laurinaitis. Na mesma noite, Laurinaitis colocou Cena em um mano-a-mano contra Kane no Royal Rumble, além de marcar Cena em um combate contra Swagger. Antes mesmo de a partida começar oficialmente, Cena começou a atacar Swagger agressivamente para vingar a derrota de Ryder, o que levou Kane a aparecer no TitanTron e parabenizá-lo por ter começado a "abraçar seu ódio". No episódio de 23 de janeiro, durante uma luta Falls Count Anywhere (na qual Laurinaitis impediu Cena de interferir, sob o pretexto de nunca conceder a Ryder uma revanche pelo Campeonato dos Estados Unidos se ele o fizesse), Kane deu um chokeslam em Ryder no palco de entrada, incapacitando-o. Enquanto Ryder era esticado e levado em uma ambulância, Eve Torres (namorada de Ryder na história) culpou Cena pelos ferimentos de Ryder, fazendo com que Cena arrancasse o microfone da mão do entrevistador Josh Mathews em frustração e adotasse um olhar muito agressivo em resposta a toda essa situação.
Outra luta de destaque envolveu Daniel Bryan defendendo seu Campeonato Mundial de Pesos Pesados em uma luta de trios Steel Cage contra Big Show e Mark Henry. Em dezembro de 2011, no TLC: Tables, Ladders and Chairs, depois que Big Show derrotou Henry em uma luta de cadeiras para ganhar o Campeonato Mundial de Pesos Pesados pela primeira vez, Bryan imediatamente resgatou seu contrato do Money in the Bank para derrotar Big Show, após um ataque pós-jogo a este último por Henry. Usando sua cláusula de revanche, Big Show enfrentou Bryan no SmackDown, apenas para o campeão agitar Henry ao lado do ringue, que empurrou Bryan, mantendo assim o título. Na semana seguinte no SmackDown, Bryan defendeu seu título contra Big Show novamente, desta vez em uma luta No Disqualification No Count-Out, que terminou em no contest, quando Big Show acidentalmente esbarrou e feriu a namorada de Bryan, AJ. Na semana seguinte no SmackDown, Henry finalmente promulgou sua cláusula de revanche contra Bryan em uma luta de lenhador; no entanto, aquela partida também acabou sem competição, quando os lenhadores se tornaram muito hostis por causa da forma como Bryan os agitou, e o cenário pós-jogo explodiu em uma grande briga envolvendo quase todos. Isso forçou o Gerente Geral do SmackDown, Theodore Long, a contratar oficialmente Bryan, Big Show e Henry em uma luta Triple Threat Steel Cage pelo Campeonato Mundial de Pesos Pesados no Royal Rumble.

## Evento
| Papel:                    | Nome:             |
| ------------------------- | ----------------- |
| Comentaristas em inglês   | Michael Cole      |
| Comentaristas em inglês   | Jerry Lawler      |
| Comentaristas em inglês   | Booker T          |
| Comentaristas em espanhol | Carlos Cabrera    |
| Comentaristas em espanhol | Marcelo Rodriguez |
| Entrevistador             | Josh Mathews      |
| Anunciadores de ringue    | Lilian Garcia     |
| Anunciadores de ringue    | Justin Roberts    |
| Árbitros                  | Mike Chioda       |
| Árbitros                  | Charles Robinson  |
| Árbitros                  | Scott Armstrong   |
| Árbitros                  | Rod Zapata        |

Em uma luta preliminar antes da transmissão do PPV, Yoshi Tatsu derrotou Heath Slater.

### Luta preliminares
O pay-per-view real começou com uma luta de trios Steel Cage com Daniel Bryan defendendo seu Campeonato Mundial de Pesos Pesados contra Mark Henry e Big Show. Bryan conseguiu escapar da jaula depois de cair das mãos de Big Show (Bryan estava saindo da jaula e Show estava tentando puxá-lo de volta por cima) e caiu no chão da arena.
A próxima luta foi uma luta de duplas de 8 divas com Alicia Fox, Eve Torres, Kelly Kelly e Tamina Snuka enfrentando The Bella Twins (Nikki Bella e Brie Bella) e The Divas of Doom (Campeã da Divas Beth Phoenix e Natalya). A última equipe venceu depois que Phoenix se identificou e realizou um glam slam em Kelly Kelly, marcando o pinfall.
A partida seguinte foi entre John Cena e Kane. Depois de uma disputa de ida e volta, a ação sairia do ringue e a luta terminaria em contagem dupla. Após a luta, Kane continuaria seu ataque, acertando Cena com vários tiros de cadeira antes de atacar o ferido Zack Ryder, que assistia ao evento de um escritório particular. Kane arrastou Ryder para o ringue e executou um Tombstone Piledriver nele. Cena então voltou ao ringue e tentou retaliar, mas Kane deu um chokeslam nele.
A próxima partida foi feita depois que Drew McIntyre solicitou uma vaga no Royal Rumble, pedindo ao gerente geral do SmackDown, Teddy Long, uma oportunidade de provar seu valor, então ele lhe deu uma partida contra um oponente misterioso que acabou por ser Brodus Clay. Apesar de McIntyre ter começado bem a partida, Clay o derrotaria rapidamente após uma corrida.
A penúltima partida do card foi a luta pelo Campeonato da WWE entre o atual campeão CM Punk e Dolph Ziggler, com o GM interino do Raw, John Laurinaitis, servindo como executor externo. De acordo com as estipulações da partida, o parceiro de Ziggler, Jack Swagger, e a gerente Vickie Guerrero foram banidos do ringue. A primeira parte da partida foi um confronto de espera. No final da partida, Punk derrotou Ziggler, mas o árbitro foi nocauteado e não conseguiu fazer a contagem. Punk executaria um segundo GTS e tanto o árbitro quanto o executor Laurinaitis contaram até três e Punk manteve seu campeonato.

### Evento principal

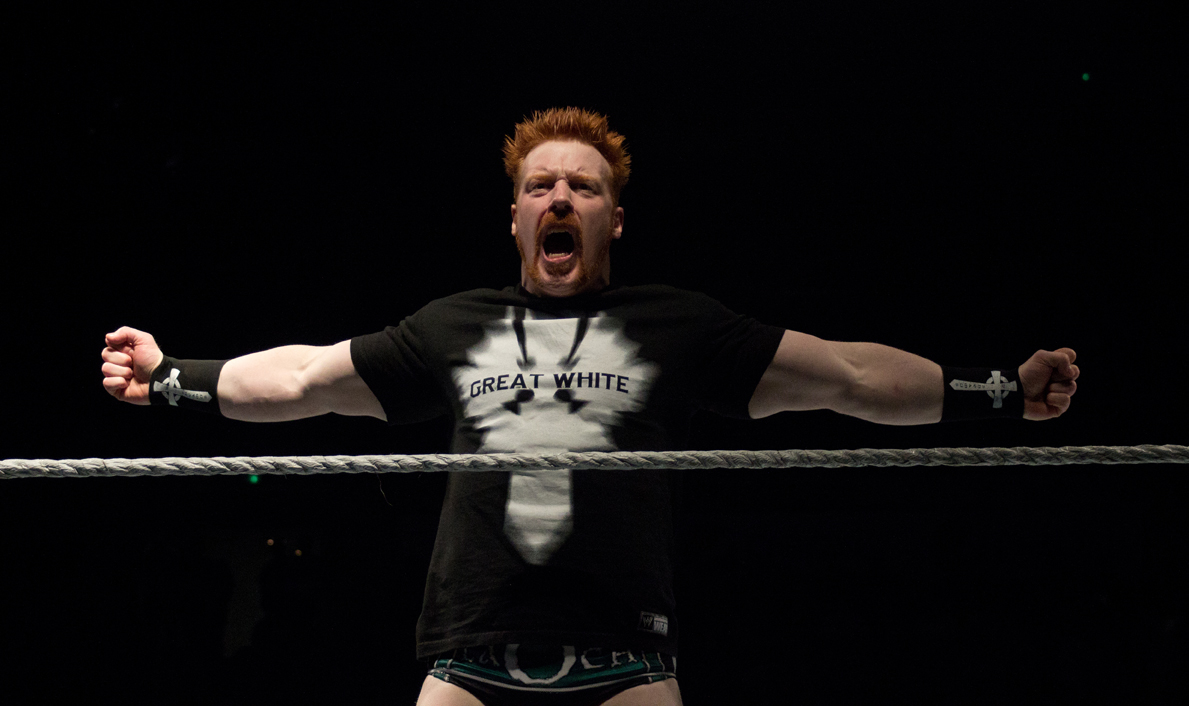
Sheamus venceu a partida Royal Rumble de 2012.

O evento principal foi a luta anual Royal Rumble, onde o vencedor teria uma luta pelo campeonato mundial de sua escolha na WrestleMania XXVIII. Como resultado da derrota para R-Truth no Raw, The Miz entrou em primeiro lugar e começou a luta com Alex Riley. Miz rapidamente eliminou Riley e foi então acompanhado pelo participante #3, R-Truth, antes do Campeão Intercontinental Cody Rhodes entrar em #4. Miz eliminou R-Truth, que então puxou Miz para baixo da corda inferior e o colocou do lado de fora. Mick Foley, o primeiro participante surpresa da partida, entrou em 7º lugar e imediatamente eliminou o Campeão de Duplas Primo (#6). Ricardo Rodriguez então entrou em #8 e se juntou a Foley para eliminar Justin Gabriel (#5). Santino Marella entrou em 9º e eliminou Ricardo antes de enfrentar Foley. Marella trouxe seu boneco Cobra enquanto Foley trouxe o Mr. Socko. Os dois então se uniram para eliminar o participante #10 Epico, a outra metade dos Campeões de Duplas. Marella e Foley prenderam Cobra e o Mr. Socko juntos, apenas para Rhodes intervir e eliminar Marella. Foley aplicou Mr. Socko em Miz, mas Rhodes o eliminou também. O membro do Hall da Fama, Jerry "The King" Lawler, que estava sentado nos comentários, entrou em 12º lugar como um participante surpresa e executou uma queda de cotovelo em Miz, mas foi rapidamente eliminado por Rhodes imediatamente depois.
O ringue começou a se encher de superestrelas quando Booker T, que também estava comentando, entrou em 17º lugar e o membro do Hall da Fama e primeiro vencedor "Hacksaw" Jim Duggan entrou em 19º lugar, o último dos quais foi rapidamente eliminado por Rhodes. Miz quase eliminou Kofi Kingston (#11), fazendo-o quase cair do ringue. Quando Miz tentou virar Kingston pelas pernas, Kingston fez uma parada de mão e caminhou até os degraus sem que seus pés tocassem o chão, salvando-se e permanecendo na luta. Rhodes e Dolph Ziggler (#18) se uniram para eliminar Booker T e The Great Khali (#15). Michael Cole, o último membro da equipe de comentaristas, entrou em 20º lugar, apenas para ser acompanhado pela participante nº 21, Kharma, a terceira superestrela feminina a entrar em uma partida do Royal Rumble. Cole escalou a corda superior para evitar Kharma, apenas para Lawler e Booker T puxarem Cole para o chão, eliminando-o. Kharma então eliminou Hunico (#16), mas foi eliminado por Ziggler. Outro participante surpresa, Road Dogg, entrou em 23º lugar, antes do Campeão dos Estados Unidos Jack Swagger entrar na partida em 25º. Wade Barrett (#26) eliminou Road Dogg apenas para se juntar ao vencedor de 2009 Randy Orton (#28), que por sua vez o eliminou. Chris Jericho saiu em 29º, eliminando David Otunga (27º), antes de Big Show entrar em 30º. Quando Big Show entrou, ele ajudou Sheamus (#22) a eliminar Swagger antes de acertar Swagger com um nocaute. Big Show esvaziou o ringue, eliminando Miz (que durou mais de 45 minutos) e Rhodes (que durou mais de 41 minutos e marcou o maior número de eliminações com seis) ao mesmo tempo, assim como Ziggler.
Sheamus e Jericho foram para frente e para trás enquanto Sheamus rebateu um bulldog correndo de Jericho para quase eliminá-lo, mas Jericho lutou e acertou Sheamus com um dropkick. Sheamus acertou Jericho com o backbreaker Irish Curse e preparou o High Cross para tentar eliminá-lo. Jericho escorregou e colocou Sheamus por cima da corda, que se segurou, antes de Jericho acertar outro dropkick para tentar eliminar Sheamus, que ainda conseguiu se segurar. Sheamus lutou de volta ao ringue, acertando um aríete em Jericho antes de tentar um Brogue Kick. Jericho contra-atacou e prendeu Sheamus nas Muralhas de Jericó. Jericho tentou pendurar Sheamus na corda superior, mas Sheamus contra-atacou e jogou Jericho por cima da corda superior no avental, que segurou apenas o suficiente para impedir que seus pés tocassem o chão. As duas estrelas chegaram ao esticador superior, onde ambas caíram, mas evitaram a eliminação. Jericho pegou Sheamus com um Codebreaker e tentou derrubá-lo por cima da corda, mas Sheamus lutou e empurrou Jericho para longe. Jericho se esquivou de uma tentativa de Brogue Kick de Sheamus e tentou um segundo Codebreaker, mas Sheamus rebateu pegando Jericho e jogando-o por cima da corda no avental. Jericho novamente evitou tocar o chão, mas quando ele se levantou, Sheamus o acertou com um Brogue Kick, que derrubou Jericho do ringue para finalmente eliminá-lo após um confronto de sete minutos, significando que Sheamus venceu a partida Royal Rumble.

## Recepção
O evento recebeu críticas mistas. O Canadian Online Explorer deu ao evento uma nota 6,5 de 10, com a partida Royal Rumble recebendo a mesma classificação. A luta pelo Campeonato Mundial de Pesos Pesados e a luta John Cena vs. Kane foram avaliadas com nota 5 de 10 e a luta de duplas das Divas com nota 3 de 10. A luta pelo Campeonato WWE recebeu a classificação mais alta com 8,5 de 10.

## Resultados
| Nº                                          | Resultados | Estipulações                                                                    | Tempo |
| ------------------------------------------- | --- | ------------------------------------------------------------------------------- | ----- |
| Dark                                        | Yoshi Tatsu derrotou Heath Slater                                                                             | Luta individual                                                                 | 4:00  |
| 1                                           | Daniel Bryan (c) derrotou Big Show e Mark Henry                                                               | Luta de trios em uma jaula de aço pelo Campeonato Mundial dos Pesos Pesados     | 9:08  |
| 2                                           | Beth Phoenix, Natalya e The Bella Twins (Nikki e Brie Bella) derrotaram Kelly Kelly, Eve, Alicia Fox e Tamina | Luta de quartetos                                                               | 5:29  |
| 3                                           | John Cena vs. Kane acabou em dupla desqualificação por contagem                                               | Luta individual                                                                 | 10:56 |
| 4                                           | Brodus Clay (com Naomi e Cameron) derrotou Drew McIntyre                                                      | Luta individual                                                                 | 1:05  |
| 5                                           | CM Punk (c) derrotou Dolph Ziggler                                                                            | Luta individual pelo Campeonato da WWE com John Laurinaitis como fiscal de luta | 14:32 |
| 6                                           | Sheamus venceu ao eliminar por último Chris Jericho                                                           | Luta Royal Rumble por uma luta por um título mundial no WrestleMania XXVIII     | 54:54 |
| (c) – Refere-se aos campeões antes da luta. | |                                                                                 |       |

### Entradas e eliminações da luta Royal Rumble
– Vencedor
| Nº | Entrada           | Ordem | Eliminador por                 | Tempo | Eliminações |
| -- | ----------------- | ----- | ------------------------------ | ----- | ----------- |
| 1  | The Miz           | 25    | Big Show                       | 45:39 | 2           |
| 2  | Alex Riley        | 1     | The Miz                        | 1:14  | 0           |
| 3  | R-Truth           | 2     | The Miz                        | 4:57  | 0           |
| 4  | Cody Rhodes       | 24    | Big Show                       | 41:55 | 6           |
| 5  | Justin Gabriel    | 4     | Mick Foley & Ricardo Rodriguez | 07:42 | 0           |
| 6  | Primo             | 3     | Mick Foley                     | 1:57  | 0           |
| 7  | Mick Foley        | 8     | Cody Rhodes                    | 6:34  | 3           |
| 8  | Ricardo Rodriguez | 5     | Santino Marella                | 2:19  | 1           |
| 9  | Santino Marella   | 7     | Cody Rhodes                    | 02:31 | 1           |
| 10 | Epico             | 6     | Mick Foley                     | 00:12 | 0           |
| 11 | Kofi Kingston     | 18    | Sheamus                        | 17:55 | 0           |
| 12 | Jerry Lawler      | 9     | Cody Rhodes                    | 00:43 | 1           |
| 13 | Ezekiel Jackson   | 11    | The Great Khali                | 03:46 | 0           |
| 14 | Jinder Mahal      | 10    | The Great Khali                | 01:18 | 0           |
| 15 | The Great Khali   | 13    | Cody Rhodes & Dolph Ziggler    | 07:29 | 2           |
| 16 | Hunico            | 16    | Kharma                         | 09:00 | 0           |
| 17 | Booker T          | 14    | Cody Rhodes & Dolph Ziggler    | 04:40 | 1           |
| 18 | Dolph Ziggler     | 26    | Big Show                       | 19:46 | 3           |
| 19 | Jim Duggan        | 12    | Cody Rhodes                    | 00:56 | 0           |
| 20 | Michael Cole      | 15    | Booker T & Jerry Lawler        | 01:24 | 0           |
| 21 | Kharma            | 17    | Dolph Ziggler                  | 01:00 | 1           |
| 22 | Sheamus           | —     | Vencedor                       | 22:22 | 3           |
| 23 | Road Dogg         | 19    | Wade Barrett                   | 04:55 | 0           |
| 24 | Jey Uso           | 20    | Randy Orton                    | 07:05 | 0           |
| 25 | Jack Swagger      | 23    | Big Show & Sheamus             | 07:59 | 0           |
| 26 | Wade Barrett      | 21    | Randy Orton                    | 03:55 | 1           |
| 27 | David Otunga      | 22    | Chris Jericho                  | 03:15 | 0           |
| 28 | Randy Orton       | 28    | Chris Jericho                  | 05:46 | 3           |
| 29 | Chris Jericho     | 29    | Sheamus                        | 11:34 | 2           |
| 30 | Big Show          | 27    | Randy Orton                    | 01:51 | 4           |

1. ↑  Booker T e Jerry Lawler foram eliminados antes de eliminar Cole.
2. ↑  Big Show não havia entrado na partida antes de ajudar na eliminação de Swagger.